# 恋は光
『恋は光』（こいはひかり）は、秋★枝による日本の漫画作品。『ウルトラジャンプ』（集英社）にて、2013年11月号から2017年10月号まで連載。
作者が在学していた愛媛大学キャンパスが様々なシーンで描かれている。実際に松山市にある居酒屋なども描かれている。
2022年6月17日に映画版が公開された。『ウルトラジャンプ』2022年7月号では、実写映画の公開にあわせて新作の読み切りが掲載されている。

## あらすじ
大学生である西条はとある人とは異なる体質を持っていた。恋をしている女性はキラキラと輝いている。それは彼にとって比喩ではなく現実に目に見えるものだった。
ある日講義に出席した西条は、隣りに座った本に没頭している女性のことが気になってふと声を掛けた。彼女が読んでいたものは恋物語で、だけど彼女はその内容について「共感を伴っての理解が難しく好きでないというのが正直なところだ」と語った。では、なんのために読んでいるのかと問う西条に彼女は答える。
「恋というものを知りたくて」
恋に恋する少女のようなその表情に西条は思い出す。光が見え始めた中学の頃から自分は恋愛というものを遠ざけてきたことを。時間は有限でやるべきことは山ほどある、自分の生活に恋愛が入り込む余地などない――そう考えていた。誰も自分に対して光を発する女性が居なかったからという現実的な理由もある。
だけど、そのとき西条は思った。
『この人が俺に恋をしてくれたなら』
そして西条は唯一の女友達である北代に相談する。東雲というその女性は、浮世離れしていることで有名のようだった。そんな彼女が気になる西条は、北代に東雲を呼び出してもらいその提案をする。
「交換日記をしませんか?」
東雲は西条の提案を承諾し、そこから一風変わった二人の物語が始まる。
西条が見えている光とは何なのか。そして彼らは恋というものを知ることができるのか。
西条を好きなことを心に秘めている北代。他人と付き合っている男を好きになる悪癖をもつ宿木。二人が交換日記のメンバーに加わり人間関係は複雑化していく。

## 登場人物

### 主要人物
西条（さいじょう）
大学生。恋をしていると思われる女性が比喩ではなく輝いて見える体質を持つ。
変わり者で、浪人していて友達が少なく、妄想家で偏屈、目つきも悪いし喋り方も変、身長も平均で貧乏とは北代の評。
趣味として文章創作をしているが他人には見せていない。北代は創作物を見せてくれるまで彼のことを「センセ」と呼んでいる。
深夜に警備のバイトをしている。将来の夢は初任給でウォシュレットを買うこと。
映画で西条を演じた神尾楓珠によると、「無骨で不器用な文学青年」である。
東雲（しののめ）
浮世離れした女子大生。携帯を持たず、テレビも見ず、パソコンも必要以上には触らない。父母がおらず祖母に育てられた。西条たちとかかわる中で、徐々に普通に近づいていく。法文学部人文社会学科。
北代（きたしろ）
西条とは小学生のときからの幼馴染。小学生のころに女子グループの話を合わせるために西条を好きな人であると言ってごまかして、そのことを謝罪したことをきっかけに西条と話をするようになる。西条のことを誰よりも理解していると思っており、好意を持っている。だが、西条が彼自身に対して誰も光っている人が居ないと告げられたため、その気持ちを本人に伝えられないでいる。自分の気持ちが恋だと確認するために、光の正体が恋心ではないと証明したいと思っている。法文学部人文社会学科。
映画で北代を演じた西野七瀬によると、「人前ではふざけたり」するが周囲をよく観察し、思いやりや気遣いの心を持つが「ふざけることでそれを隠している」ような女性。
宿木（やどりぎ）
彼氏持ちの女からその彼氏を奪う悪癖を持つ女子大生。東雲と北代と三角関係になっている西条に興味を持ちアプローチを掛け付き合うことになる。最初は興味なかった西条のことを本当に好きになるが、そのときにはもう西条との恋人関係は解消されてしまう。その後も諦めきれず、髪を黒く染めたり、東雲を普通側に近づけようとしたり、他の男とくっつけようとしたりと努力する。
映画では宿木南というフルネームで、西条との恋愛エピソードはほぼすべてがカットされている。宿木を演じた馬場ふみかによると、宿木なりに「ブレない芯」を持ち、「西条や北代、東雲が恋について真剣に議論している姿に影響を受け」て変化していく部分が魅力的な人物である。

### その他
大洲央（おおず・なかば）
西条と同じく光が見える体質の女子高に通う女子高生。束縛の激しい母親が苦手で、束縛をしない同性で先輩の小笠原の事が好き。西条には見えない北代の光が見えている。
小笠原（おがさわら）
央の先輩。後輩の女子にもてる。
藤本（ふじもと）
宿木に紹介された東雲に好意を抱き告白するも振られる。普通の大学生。映画には登場しない。
小田（おだ）
宿木と東雲と藤本と一緒に海に行った。普通の大学生。映画には登場しない。
高山（たかやま）
西条の大学での知り合い。彼女持ち。映画には登場しない。

## 書誌情報
- 秋★枝『恋は光』集英社〈ヤングジャンプ・コミックス・ウルトラ〉、全7巻
  1. 2014年6月24日発行（2014年6月19日発売[集 1]）、ISBN 978-4-08-879797-7
  2. 2015年1月24日発行（2015年1月19日発売[集 2]）、ISBN 978-4-08-890109-1
  3. 2015年8月24日発行（2015年8月19日発売[集 3]）、ISBN 978-4-08-890247-0
  4. 2016年2月24日発行（2016年2月19日発売[集 4]）、ISBN 978-4-08-890363-7
  5. 2016年9月21日発行（2016年9月16日発売[集 5]）、ISBN 978-4-08-890499-3
  6. 2017年4月24日発行（2017年4月19日発売[集 6]）、ISBN 978-4-08-890670-6
  7. 2017年11月22日発行（2017年11月17日発売[集 7]）、ISBN 978-4-08-890789-5

## 実写映画
2022年6月17日公開。監督は小林啓一。出演は神尾楓珠、西野七瀬、平祐奈、馬場ふみか。2021年の夏にオール岡山県ロケで撮影された。
第44回ヨコハマ映画祭において、神尾、西野、平、馬場の4人が最優秀新人賞を受賞。全て本作のキャストから選出されるという同映画祭初の快挙となった。

### あらすじ
恋をしている女性から光が発して見えるという特異体質を持つ変わり者の文学男子大学生・西条。彼はその特異体質を迷惑に感じており、自身は恋と無縁な人生を送ってきた。ところがある日、恋がわからないため大量の文学を読んで恋というものを探求しているという文学少女の女子大生・東雲に一目ぼれ。西条は唯一の友達である幼馴染の女子大生・北代に橋渡しを頼み、東雲と恋の定義を探求する交換日記を始める。だが実は北代は西条にずっと秘めた想いを抱いていた。しかし西条は北代だけはなぜか光って見えず、彼女の気持ちに気づかない。一方、西条や北代・東雲の同級生で略奪愛でしか燃えない女子大生・宿木南は、西条を北代の恋人と思い込んで猛アタックをはじめ、やがて4人の奇妙な関係は“恋とは何か?”という哲学的な命題に……。

### キャスト
- 西条：神尾楓珠[3]
- 北代：西野七瀬[3]
- 東雲：平祐奈[3]
- 宿木南：馬場ふみか[3]
- 大洲央：伊東蒼[9]
- 小笠原先輩：宮下咲[9]
- 花園：花岡咲[9]
- 春日：森日菜美[9]
- 末広：山田愛奈[9]
- 田中（画廊店員）：田中壮太郎[9]

### スタッフ
- 監督・脚本：小林啓一[3]
- 原作：秋★枝『恋は光』（集英社ヤングジャンプ・コミックス・ウルトラ刊）
- 音楽：野村卓史
- オープニング曲：She & Him「Sentimental Heart」（Merge Records / Bank Robber Music）
- エンディング曲：She & Him「In the Sun」（Merge Records / Bank Robber Music）
- エグゼクティブプロデューサー：小西啓介
- コー・エグゼクティブプロデューサー：堀内大示
- プロデューサー：滝田和人、青木真代、松嶋翔
- 共同プロデューサー：岡本圭三
- 協力プロデューサー：大杉真美
- 撮影：野村昌平
- 録音：日高成幸
- プロダクションデザイナー：竹渕絢子、齋藤しおり
- 装飾：田中悠希
- 持ち道具・絵画制作：市川知美
- 衣裳：阿部公美
- ヘアメイク：夏海
- VFXスーパーバイザー：桑本祥一
- 助監督：中田博之
- 音楽プロデューサー：和田亨
- キャスティングディレクター：杉野剛
- 配給・宣伝：ハピネットファントム・スタジオ、KADOKAWA
- 制作プロダクション：グラスホッパー、NeedyGreedy
- 製作幹事：ハピネットファントム・スタジオ
- 製作：映画「恋は光」製作委員会（ハピネットファントム・スタジオ、KADOKAWA）

### 受賞歴
- 第14回TAMA映画賞
  - 特別賞（小林啓一監督、及びスタッフ・キャスト一同）
  - 最優秀新進女優賞（伊東蒼）[注釈 1]
- 第44回ヨコハマ映画祭
  - 最優秀作品賞
  - 最優秀監督賞
  - 最優秀新人賞（神尾楓珠、西野七瀬、平祐奈、馬場ふみか）